# Strychnos cathayensis
Strychnos cathayensis är en tvåhjärtbladig växtart som beskrevs av Elmer Drew Merrill. Strychnos cathayensis ingår i släktet Strychnos och familjen Loganiaceae. Utöver nominatformen finns också underarten S. c. spinata.